# Targionia stellaris
Targionia stellaris là một loài rêu trong họ Targioniaceae. Loài này được (K. Müller) Hässel de Menéndez mô tả khoa học đầu tiên năm 1962.